# Juicio de los rehenes

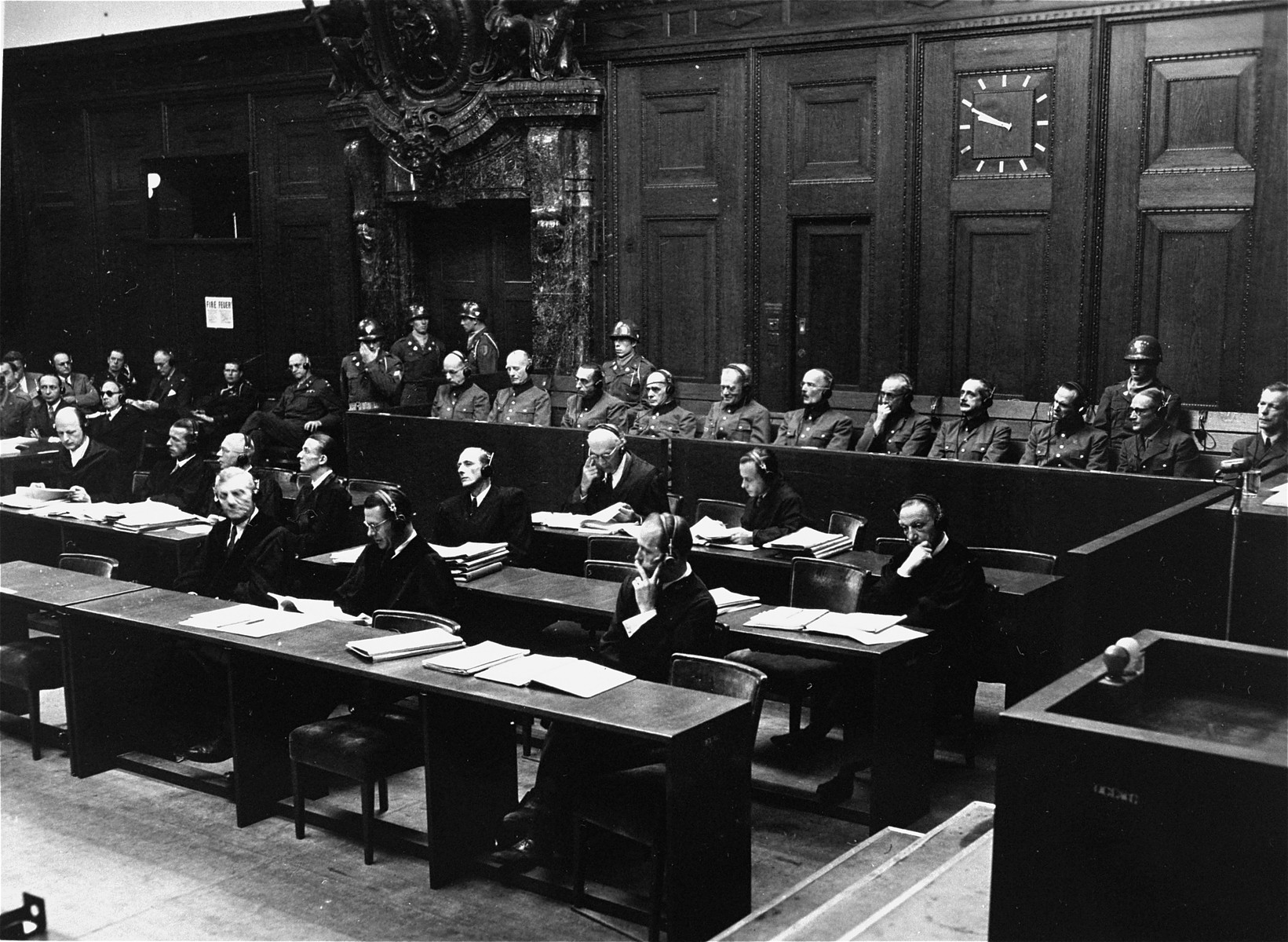
Acusados en el banquillo y sus abogados durante el juicio

El Juicio de los rehenes (oficialmente, Los Estados Unidos de América vs. Wilhelm List, et al.) tuvo lugar entre el 8 de julio de 1947 y el 19 de febrero de 1948 y fue el séptimo de los doce juicios por crímenes de guerra que las autoridades estadounidenses llevaron a cabo en su zona de ocupación en Núremberg después del final de la Segunda Guerra Mundial. Estos doce juicios se llevaron a cabo ante tribunales militares estadounidenses, no ante el Tribunal Militar Internacional (NMT), pero tuvieron lugar en las mismas salas del Palacio de Justicia de Núremberg donde tuvieron lugar las sesiones de los juicios contra los principales criminales de guerra alemanes. Estos doce juicios llevados a cabo por los estadounidenses se conocen colectivamente como los «Juicios posteriores de Núremberg» o, más formalmente, como los «Juicios de criminales de guerra ante los Tribunales Militares de Nuremberg».
Este caso también se conoce como el «Juicio General del sureste de Europa» ya que todos los acusados habían sido generales alemanes al frente de tropas en el Sudeste de Europa durante la Campaña de los Balcanes, es decir, en Grecia, Albania y Yugoslavia; y fueron acusados de ordenar la toma de rehenes de civiles y de disparar sin sentido a estos rehenes, los asesinatos de civiles en represalia y el asesinato sin juicio de supuestos «partisanos» capturados, como los perpetrados por las tropas alemanas allí en los años en 1941 en adelante. El acusado Lothar Rendulic fue acusado además de llevar a cabo una política de «tierra arrasada» de todas las ciudades, asentamientos e infraestructura civil en el condado noruego de Finnmark en el invierno de 1944.
Los jueces en este caso, ante el Tribunal Militar V, fueron Charles F. Wennerstrum (juez presidente) de Iowa, George J. Burke de Míchigan y Edward F. Carter de Nebraska. El jefe de los abogados de la acusación fue Telford Taylor, el fiscal jefe de este caso fue Theodore Fenstermacher. La acusación fue presentada el 10 de mayo de 1947; el juicio duró desde el 8 de julio de 1947 hasta el 19 de febrero de 1948. De los doce acusados, Franz Böhme se suicidó antes de la lectura de cargos y Maximilian von Weichs fue retirado del juicio por razones médicas. De los diez acusados restantes, dos fueron absueltos; los demás recibieron sentencias de prisión que van desde siete años hasta cadena perpetua.

## Acusación

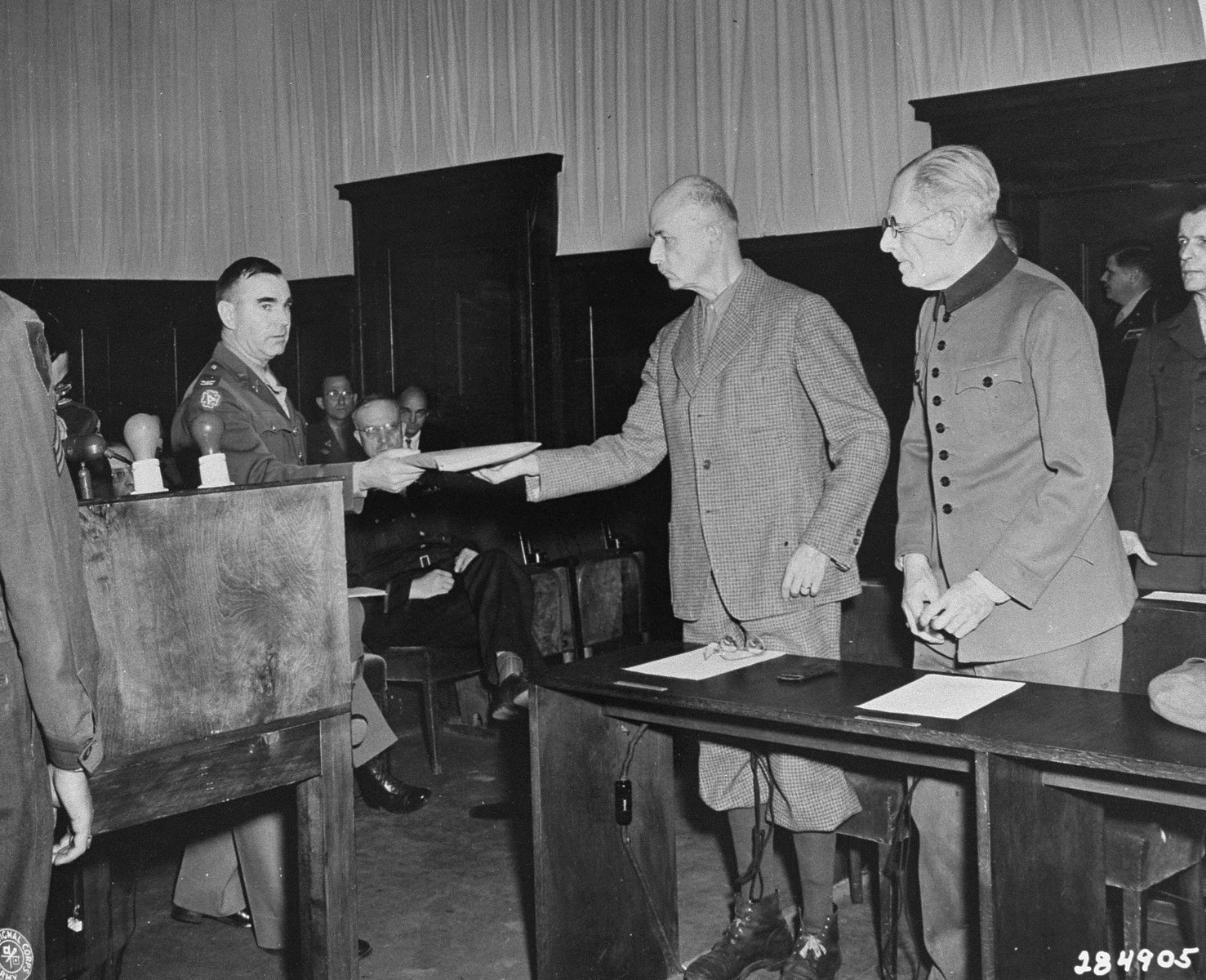
A Wilhelm List se le entrega la acusación en el Juicio de los rehenes. De pie junto a él está Maximilian von Weichs.

Los acusados se enfrentaron a cuatro cargos por haber cometido crímenes de guerra y crímenes de lesa humanidad:
1. Asesinato de cientos de miles de civiles en Grecia, Yugoslavia y Albania declarando arbitrariamente a no combatientes como partisanos, comunistas, sospechosos de ser comunistas y sospechosos de formar parte de bandas armadas, o tomándolos como rehenes y ejecutándolos.
2. Saqueo, robo y destrucción gratuita de ciudades y pueblos sin necesidad militar aparente en Grecia, Yugoslavia, Albania y Noruega.
3. Escribió, aprobó y ejecutó órdenes penales que negaban el estatus y los derechos de prisioneros de guerra a soldados prisioneros de guerra griegos, yugoslavos e italianos y resultaron en el asesinato y malos tratos de miles de ellos.
4. Asesinatos, torturas, terrorismo sistemático, encarcelamiento en campos de concentración, trabajos forzados en instalaciones militares y la deportación para realizar trabajo esclavo de civiles de Grecia, Yugoslavia y Albania.

Los cargos estaban fuertemente relacionados con la emisión, transmisión y ejecución de órdenes penales, como la orden de expiación del 16 de septiembre de 1941, la orden del mariscal de campo Wilhelm List (comandante del Sureste) para el tratamiento de los partisanos, la Orden de los Comisarios del 6 de junio de 1941 y la Orden de los comandos del 18 de octubre de 1942.

## Jueces
Los jueces procedían todos del Medio Oeste de los Estados Unidos y representaban una perspectiva más conservadora de los procedimientos del juicio de Núremberg que la adoptada por los jueces de la Costa Este que habían presidido juicios anteriores de la serie. En particular, los jueces se inclinaron a tratar el caso de la acusación con considerable suspicacia. Los jueces dictaminaron que los guerrilleros o partisanos capturados nunca podían esperar recibir el estatus protegido de prisioneros de guerra, y podían ser ejecutados legalmente sin juicio.
Además, los jueces se apartaron explícitamente de los Principios de Núremberg establecidos en el Tribunal Militar Internacional, al dictaminar que el asesinato de rehenes y los asesinatos de represalia de civiles inocentes podrían ser legales si los lleva a cabo una potencia ocupante como respuesta a las acciones hoctiles de las fuerzas de resistencia que participan en una guerra partisana, aunque sujeto a estrictas restricciones. Después del juicio, Charles Wennerstrum concedió una entrevista al Chicago Tribune en la que acusó a la fiscalía de no «mantener la objetividad al margen de la venganza, [y] al margen de las ambiciones personales de condenas» y descartó todo el ejercicio de Núremberg como «justicia del vencedor». Propuso que muchos de los emigrantes judíos alemanes empleados por la fiscalía eran sospechosos de lealtad a los Estados Unidos; «Todo el ambiente aquí es insalubre... Se emplean abogados, empleados, intérpretes e investigadores que se convirtieron en estadounidenses solo en los últimos años; cuyos antecedentes estaban arraigados en los odios y prejuicios de Europa».

## Acusados y sentencias
Todos los acusados fueron acusados de todos los cargos y todos se declararon «no culpables»
| Retrato | Nombre                  | Puesto durante la guerra | Cargos | Cargos | Cargos | Cargos | Sentencia                                                                                |
| Retrato | Nombre                  | Puesto durante la guerra | 1      | 2      | 3      | 4      | Sentencia                                                                                |
| ------- | ----------------------- | --- | ------ | ------ | ------ | ------ | ---------------------------------------------------------------------------------------- |
|         | Wilhelm List            | Generalfeldmarschall, Comandante en Jefe del Sureste de 1941 a 1942, jefe del 12.º Ejército alemán en 1941                                                                                            | G      | I      | G      | I      | Cadena perpetua, liberado en diciembre de 1952 por razones médicas, murió en 1971        |
|         | Maximilian von Weichs   | Generalfeldmarschall, comandante del 2.º Ejército alemán durante la campaña de los Balcanes con el rango de Generaloberst                                                                             | I      | I      | I      | I      | Retirado del juicio por enfermedad, murió en 1954                                        |
|         | Lothar Rendulic         | Generaloberst, Comandante del 2.º Ejército Panzer en Yugoslavia 1943-1944; desde 1944, fue comandante del 20.º Ejército de Montaña y de todas las tropas alemanas estacionadas en Finlandia y Noruega | G      | I      | G      | G      | 20 años de prisión, posteriormente reducidos a 10, liberado en 1951 y muerto en 1971     |
|         | Walter Kuntze           | General der Pioniere, sucesor de List como Comandante en Jefe del Sureste y jefe del 12.º Ejército a partir del 29 de octubre de 1941                                                                 | G      | I      | G      | G      | Cadena perpetua, liberado en 1953 y muerto en 1960                                       |
|         | Hermann Foertsch        | Generalmajor, Jefe del Estado Mayor del 12.º Ejército. | I      | I      | I      | I      | Absuelto, murió en 1961                                                                  |
|         | Franz Böhme             | General der Gebirgstruppe, Comandante del XVIII Cuerpo de Montaña (1940-1943), sucesor de Rendulic en 1944                                                                                            | I      | I      | I      | I      | Se suicidó el 30 de mayo de 1947 (antes de la lectura de cargos).                        |
|         | Hellmuth Felmy          | General der Flieger; comandante en el sur de Grecia | G      | G      | I      | I      | 15 años de prisión, posteriormente reducidos a 10 años, liberado en 1951 y murió en 1965 |
|         | Hubert Lanz             | Comandante del XXII Cuerpo de Montaña (1943-1945) | G      | I      | G      | I      | 12 años de prisión, liberado en 1951, murió en 1982.                                     |
|         | Ernst Dehner            | Generalmajor, comandante de cuerpo bajo el mando de Rendulic | G      | I      | I      | I      | 7 años de prisión, liberado en 1951, murió en 1970                                       |
|         | Ernst von Leyser        | General der Infanterie, comandante de cuerpo bajo el mando de Rendulic y Böhme | I      | I      | G      | G      | 10 años de prisión, liberado en 1951, murió en 1962                                      |
|         | Wilhelm Speidel         | Generalmajor, comandante militar de Grecia entre 1942 y 1944 | G      | I      | I      | I      | 20 años de prisión; liberado en 1951. miuerto en 1970                                    |
|         | Kurt Ritter von Geitner | Generalmajor, jefe de Estado Mayor de los comandantes militares en Serbia y Grecia | I      | I      | I      | I      | Absuelto, muerto en 1968                                                                 |

I — Acusado   G — Acusado y declarado culpable

## Veredicto
El tribunal tuvo que lidiar con dos cuestiones apremiantes:
1. ¿Podrían los partisanos ser considerados legalmente como beligerantes y por lo tanto tener derecho al estatus protegido de prisioneros de guerra?; y ¿dependía ese estatus de si luchaban con uniforme o llevaban insignias militares distintivas?
2. ¿Podría ser legal tomar (y potencialmente matar) rehenes civiles y las represalias retrospectivas contra civiles como una «defensa» contra los ataques de la guerrilla?

Sobre la cuestión de los partisanos, el tribunal concluyó que según las leyes de guerra actuales (el Convenio de La Haya N.º IV de 1907), los combatientes partisanos en el sureste de Europa no podían ser considerados beligerantes legales según el Artículo 1 de dicha convención, aunque la mayoría habían usado insignias militares distintivas en combate (una estrella roja cosida en la gorra de un uniforme) y muchos habían luchado con uniforme militar de una forma u otra; ya que la mayoría luchó como guerrilleros y, como tal, no se puede cumplir constantemente con todas las condiciones de beligerancia establecidas en las Regulaciones de La Haya para las fuerzas regulares. Las fuerzas irregulares que participan en la guerra de guerrillas, incluso si lo hacen en uniforme y portan sus armas abiertamente en el combate, no pueden ser combatientes legales si posteriormente ocultan sus armas, vuelven a vestirse de diario y se mezclan con civiles no combatientes. Para el tribunal, todas las formas de resistencia armada civil a las fuerzas de ocupación eran ilegales y, en consecuencia, los partisanos capturados que se habían escondido dentro o detrás de las poblaciones civiles podían ser ejecutados legalmente como criminales de guerra sin un juicio formal.

Los soldados alemanes fueron víctimas de ataques sorpresa de un enemigo al que no podían entablar un combate abierto. Después de un ataque sorpresa, las bandas se retiraban apresuradamente o escondían sus armas y se mezclaban con la población civil con la apariencia de ser miembros inofensivos de la misma.

[...] los guerrilleros pueden prestar un gran servicio a su país y, en caso de éxito, convertirse incluso en héroes, aún así siguen siendo criminales de guerra a los ojos del enemigo y pueden ser tratados como tales. De ninguna otra manera puede un ejército guardarse y protegerse de las tácticas de tábano de tal resistencia armada.

Sobre Wilhelm List, el tribunal declaró:

Estamos obligados a sostener que tales guerrilleros eran Franc-tireur quienes, al ser capturados, podían ser sometidos a la pena de muerte. En consecuencia, no se atribuye ninguna responsabilidad penal al acusado List debido a la ejecución de los partisanos capturados...

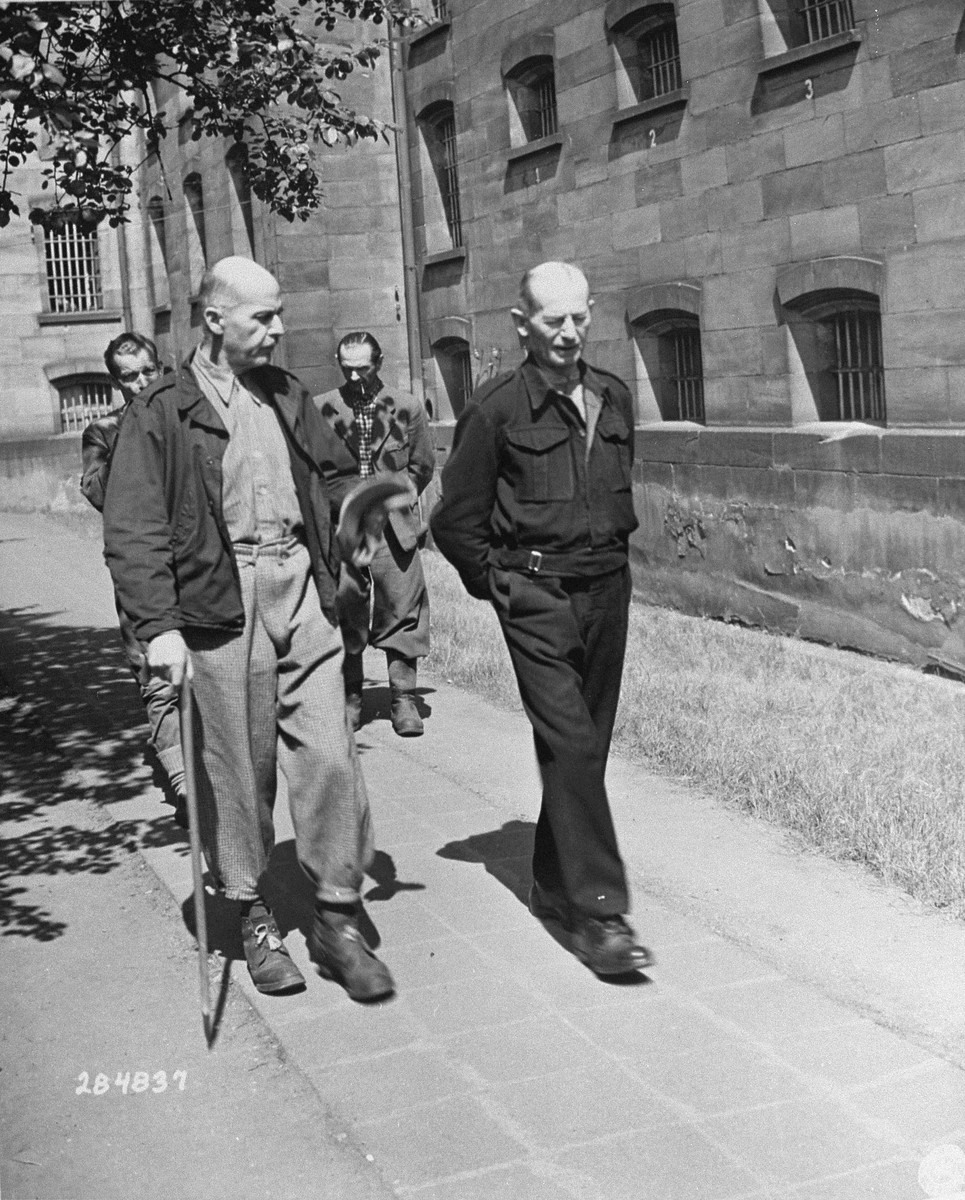
Los principales acusados Wilhelm List (izquierda) y Walter Kuntze (derecha) dando un paseo por el patio de la prisión durante un receso del juicio.

Con respecto a la toma de rehenes y el asesinato retrospectivo de civiles en represalia por las acciones de la guerrilla, el tribunal llegó a la conclusión de que, en determinadas circunstancias, la toma de rehenes e incluso los asesinatos en represalia podrían constituir un curso de acción lícito como disuasión eficaz contra los ataques de la guerrilla. En opinión del tribunal, tomar rehenes contra la resistencia civil armada (y matarlos si continúan los ataques de la guerrilla) podría ser legítimo, sujeto a varias condiciones. El tribunal observó que tanto el British Manual of Military Law como el U.S. Basic Field Manual (Rules of Land Warfare) permitían tomar represalias para disuadir a una población civil que amenazaba con continuar con la resistencia armada. (El manual británico no mencionaba el asesinato, pero el manual estadounidense incluía el asesinato como una posible represalia).
Sin embargo, el tribunal encontró culpables a la mayoría de los acusados de acuerdo con el primer cargo de la acusación porque consideró que los actos cometidos por las tropas alemanas excedían las reglas bajo las cuales el tribunal consideraba legales la toma de rehenes y los asesinatos en represalia; en particular, que no se había establecido mediante algún tipo de audiencia judicial una conexión clara entre las poblaciones de las que se habían tomado rehenes y las poblaciones en las que continuaban refugiándose las fuerzas guerrilleras; y también que, como política deliberada, el número de civiles asesinados en represalia había excedido desproporcionadamente el número de muertos debido a la acción de la guerrilla en las fuerzas de ocupación.

Al igual que en el caso de la toma de rehenes, los presos en represalia no pueden ser fusilados a menos que se demuestre que la población en su conjunto es parte del delito, ya sea activa o pasivamente. En otras palabras, los miembros de la población de una comunidad no pueden ser correctamente fusilados en represalia por un acto contra las fuerzas de ocupación cometido en algún otro lugar. Permitir tal práctica entraría en conflicto con la teoría básica que sustenta la práctica en el sentido de que no tendría un efecto disuasorio sobre la comunidad donde se cometió el delito. El fusilamiento de miembros inocentes de la población civil como medida de represalia tampoco puede exceder en gravedad los actos ilícitos que están diseñados para corregir.

En particular, el tribunal se negó a considerar en absoluto los principios de Núremberg establecidos previamente en el Estatuto del Tribunal Militar Internacional; donde se había declarado en el Principio VI que el asesinato de rehenes era en sí mismo un crimen de guerra. «Crímenes de guerra: a saber, las violaciones de las leyes o costumbres de la guerra que incluyen, pero no están limitadas a, asesinato, trato inhumano o deportación como esclavos o para cualquier otro propósito de la población civil de un territorio ocupado, asesinato o trato inhumano a prisioneros de guerra, a personas sobre el mar, asesinato de rehenes, pillaje de la propiedad pública o privada, destrucción injustificada de ciudades, pueblos o villas, o la devastación no justificada por la necesidad militar.». El caso de la acusación había avanzado estos principios como estableciendo la criminalidad inherente del asesinato de rehenes; y al rechazar estos argumentos, se debe considerar que el tribunal ha estado afirmando que los principios de Núremberg podrían y deberían ser anulados en las circunstancias de este caso. Sin embargo, aunque el tribunal mantuvo la potencial legalidad del asesinato de rehenes, esto no los llevó a desestimar los cargos de asesinato en masa contra los acusados, con la posible excepción de von Leyser.

un examen de la sentencia muestra que la conclusión del Tribunal de que el asesinato de rehenes y prisioneros en represalia puede ser legal en ciertas circunstancias no ha sido la razón para declarar no culpable a ninguno de los acusados en el juicio con la posible excepción del acusado von Leyser, de quien el Tribunal dijo: “Las pruebas relativas al asesinato de rehenes y prisioneros en represalia dentro del área del cuerpo son tan fragmentarias que no podemos decir que estas sean suficientes para respaldar una conclusión de que las medidas tomadas fueron ilegales. El asesinato de rehenes y prisioneros en represalia es completamente legal bajo ciertas circunstancias. La evidencia no muestra satisfactoriamente en qué respecto, si hubo alguna, se violó la ley. Esta es una carga impuesta a la acusación que no ha podido sostener

Una línea común de defensa de los acusados fue el alegato de cumplimiento de órdenes superiores: afirmaron que solo estaban siguiendo órdenes superiores, en particular de Hitler y del mariscal de campo Wilhelm Keitel, exigiendo múltiples muertes de civiles en represalia por cada baja alemana. El tribunal reconoció esta defensa solo para algunos de los acusados de menor rango, pero concluyó que, en particular, los oficiales de más alto rango, List y Kuntze, deberían haber sido muy conscientes del hecho de que estas órdenes violaban el derecho internacional y, por lo tanto, deberían haberse opuesto a la ejecución de dichas órdenes, más aún cuando se encontraban en una posición que les hubiera permitido hacerlo.

## Aclaración de la ocupación militar
El Tribunal también tomó en consideración la cuestión de si el Estado Independiente de Croacia era una entidad soberana capaz de actuar independientemente del ejército alemán (Alemania reconoció al gobierno croata el 15 de abril de 1941). Concluyó que no lo era y que la ocupación militar no dependía del despliegue físico de tropas, ya que podían ser reubicadas en el territorio a voluntad, sino del control ejercido por la potencia ocupante. De ello se deducía que, dado que el área permanecía bajo el control de la potencia ocupante, «la lógica y la razón dictan que el ocupante no podía hacer legalmente indirectamente lo que no podía hacer directamente».

## Perdones
Después del surgimiento de la República Federal, el canciller alemán Konrad Adenauer y el Bundestag intervinieron a favor de los acusados. El apalancamiento alemán aumentó a medida que crecía la urgencia del rearme de Alemania. Bajo estas intensas presiones, en 1950, el Alto Comisionado de los Estados Unidos, John J. McCloy, estableció una Junta Asesora sobre Clemencia presidida por el juez David W. Peck de Nueva York y, siguiendo su recomendación, Dehner, Felmy, Lanz, Leyser, Rendulic y Wilhelm Speidel fueron liberados de la prisión para criminales de guerra de Landsberg en 1951, Wilhelm List en 1952 y finalmente Walter Kuntze en 1953.